# Alchymisti
Alchymisti (2011) je album obsahující písně složené Zdeňkem Svěrákem a Jaroslavem Uhlířem. Obsahuje celkem osmnáct písní a jeho součástí je též skladba „Němá panna“, která zazněla ve filmu Fimfárum – Do třetice všeho dobrého v povídce Rozum a Štěstí. Píseň „Komu se stýská“ zpívá Marta Kubišová.

## Seznam písniček
1. „Alchymisti“
2. „Bára se ráda bojí“
3. „Město na řece“
4. „Pánbíčku,stůj při mně“
5. „Věruš“
6. „Kolony“
7. „Eskymáček“
8. „Když se holky vracejí“
9. „Vodoléčba“
10. „Trhovec“
11. „Příjmení“
12. „Zalévám květiny“
13. „Saská polka“
14. „Vinná muška“
15. „Úsudkový příklad“
16. „Komu se stýská“ (Marta Kubišová)
17. „Němá panna“
18. „Ať smolařům je hej“